# 셰르반 칸타쿠지노
셰르반 칸타쿠지노(루마니아어: Șerban Cantacuzino, 루마니아어 발음: [ʃerˈban kantakuziˈno]; 1634/1640년경 – 1688년 10월 29일)는 1678년과 1688년 사이의 왈라키아 보이보드였다.

## 생애
셰르반 칸타쿠지노는 그리스계 귀족 가문인 칸타쿠지노 가문의 일원이었다. 그는 신성 동맹에 호감을 가지고 있음에도 불구하고, 빈 전투에서 패배로 끝날 오스만 제국의 원정에 참여할 수 밖에 없었다. 모세 가스터에 따르면, 그는 오스만 제국을 유럽에서 몰아내기 위해 콘스탄디누폴리스로 진군할 계획을 세웠으며, 서방 열강은 그에게 사실상의 지원을 약속했다고 한다.
칸타쿠지노는 왈라키아와 오늘날 루마니아에 옥수수를 소개했으며, 이 시기에 주식이 되었지만, 그의 치세 동안에는 아직 널리 재배되지 않았다. 그는 다양한 인쇄기 설립에 동의했고, 부쿠레슈티에서 처음 출판(1688)된 유명한 루마니아어판 성서(칸타쿠지노 성서)를 주문했다. 그의 영향으로 인해 교회 슬라브어는 공식적으로 결국 전례에서 폐지되었고, 루마니아어가 대체하게 되었다. 그는 최초의 루마니아 학교를 부쿠레슈티에 설립했다. 그는 또한 코트로체니 수도원과 셰르반 보더 여관을 건설했다.
그의 아들 게오르게 칸타쿠지노는 나중에 올테니아의 반으로 통치했고, 룩산드라 로세티와 결혼했다.

### 1683년 빈 공성전

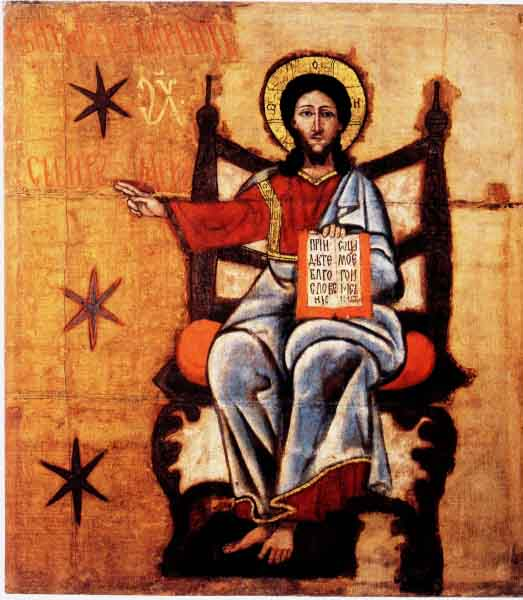
전투 후 그리스도교인들에게 선물로 남겨진 깃발

1683년, 셰르반이 집권한 왈라키아 공국은 명목상 오스만 제국의 종속국으로서, 미하이 아파피가 지배하는 트란실바니아 공국 및 게오르게 두카가 통치하는 몰다비아 공국과 함께 빈 전투에 참여할 수 밖에 없었다. 오스만 제국은 그들의 충성에 대한 신뢰가 없었기 때문에, 공국들의 군대는 다리 건설과 같은 보조 임무에만 투입되었다.
오스만 제국의 종속국이었음에도 불구하고, 보이보드 셰르반은 발칸 반도의 그리스도교인의 보호자라는 위치를 갈망하며, 왈가키아가 그리스도교측에 합류하도록 제국군과 협상했다. 결과적으로 합스부르크는 그에게 오스만 제국의 수도인 콘스탄디누폴리스의 왕좌를 약속했다.
1683년 7월 14일. 오스만 제국군은 빈 공성을 시작했다. 루마니아 자료들은 셰르반 칸타쿠지노와 그의 병사들이 오스만 제국군의 좌익을 엄호하기 위해 왈라키아인들이 주둔하고 있던 브리기테나우섬의 다뉴브강 위의 다리를 버리는 것처럼 오스만 제국군의 공성을 비밀리 방해하려고 시도하고 있었다고 언급한다.
7월 22일, 칸타쿠지노의 군대는 쇤브룬으로 이동했다. 여기서 그는 투르크 진영에 있는 정보원인 게오르크 쿠니츠를 통해서 빈 방어군에게 로렌 공작의 군대가 도착하자마자 그의 군대가 다리 작업을 즉시 중단하고 전투 없이 철수할 것이라고 거듭 전했다. 칸타쿠지노는 또 오스트리아군에게 왈라키아인들이 다리 건설 작업을 하는 것을 보고 즉각 철수할 때 가짜 대포 몇 발을 줄 것을 요청했다.
8월 30일, 칸타쿠지노의 군대는 다리에서 밤새도록 작업한 후 첫 번째 대포 사격을 시작했다. 이는 쿠니츠가 오스트리아 군대 사령관과 체결한 합의에 따라 이루어졌다.

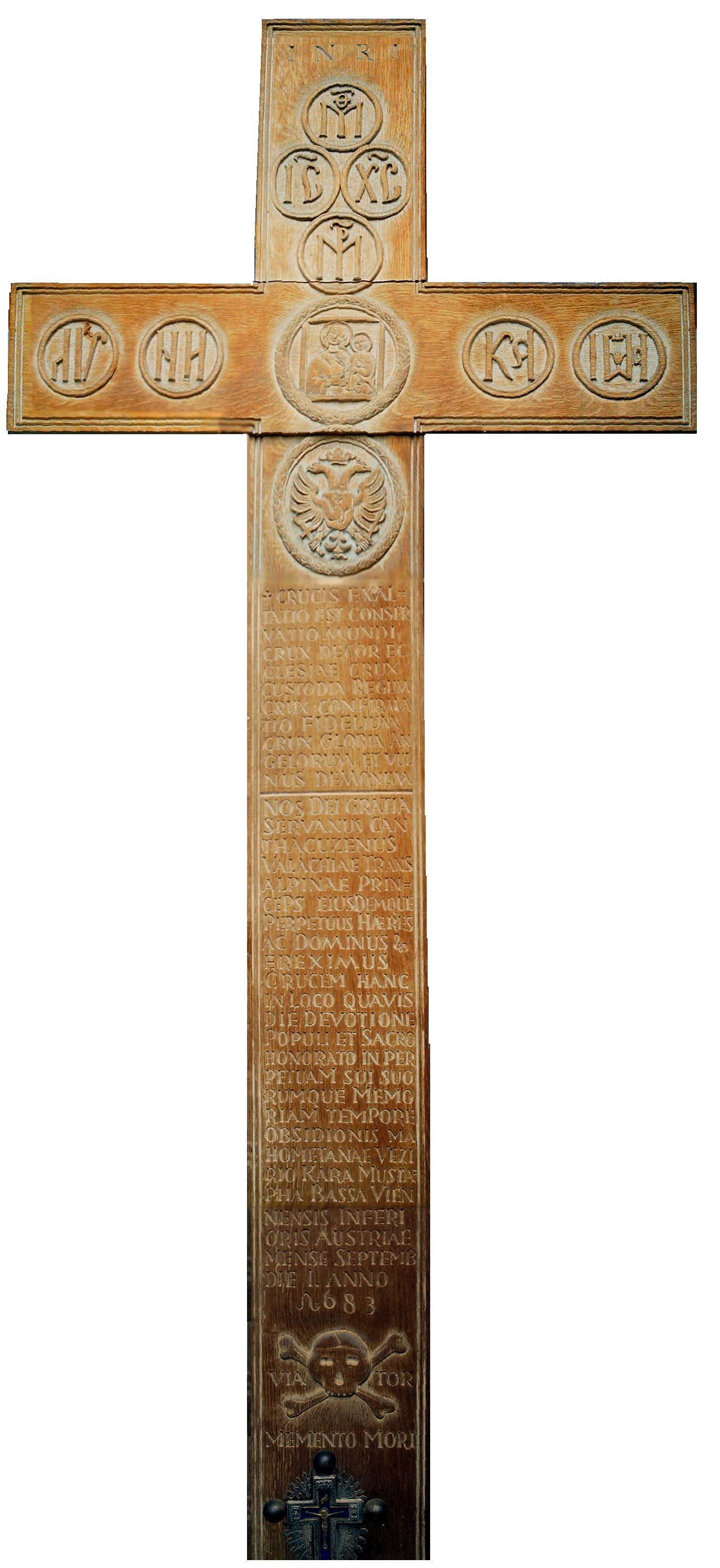
칸타쿠지노 십자가의 복제품

9월 1일, 셰르반은 그의 병사들에게 그의 천막과 가까운 쇤브룬 근처 가테르횔첼숲에 3미터의 오크 십자가를 만들라고 명령했다. 포위가 끝나기 며칠 전, 그는 그의 군대에게 십자가를 묻으라고 명령하며, 타타르족에게서 구출한 포로에게는 오스만군이 떠난 후 콜로니치 대주교에게 가서 십자가를 파내고 빈 사람들에게 매일 기려질 적합한 장소에 세워야 한다고 말하라고 지시했다. 공성전이 끝난 후, 십자가가 발견되자 도시로 이송되었고, 경당 안 처음 세워졌던 자리에 설치되었다. 1961년 경당이 복원되었으며, 현재는 그 십자가의 소형 복제품이 자리해 있다.
십자가에 새겨진 문구는 다음과 같다.
+ CRUCIS EXALTATIO EST CONSERVATIO MUNDI CRUX DECOR ECCLESIAE CRUX CUSTODIA REGUM CRUX CONFIRMATIO FIDELIUM CRUX GLORIA ANGELORUM ET VULNUS DEMONUM
——————————
NOS DEI GRATIA SERVANUS CANTHACUZENUS VALACHIAE TRANSALPINAE PRINCEPS EIUSDEMQUE PERPETUUS HÆRES AC DOMINUS § EREXIMUS CRUCEM HANC IN LOCO QUAVIS DIE DEVOTIONE POPULI ET SACRO HONORATIO IN PERPETUAM SUI SUORUMQUE MEMORIAM TEMPORE OBSIDIONIS MAHOMETANAE VEZIRIO KARA MUSTAPFA BASSA VIENNENSIS INFERIORIS AUSTRIAE MENSE SEPTEMB DIE I. ANNO 1683
VIA  TOR
MEMENTO MORI
9월 12일 얀 3세 소비에스키가 이끄는 공격 이후, 왈라키아의 군대는 전투에 참여하지 않고, 다뉴브강을 건너 동쪽으로 향했다.

### 사망
그는 1688년 11월 8일(율리우스력 10월 29일)에 사망했다. 그가 사실은 자신의 반오스만 정책에 반대한 보야르들(그의 형제인 콘스탄틴과 미하이로 추정됨)에 의해 독살되었다는 추측이 존재하기도 한다.
셰르반 사후, 왈라키아의 보이보드 직위는 외조카인 콘스탄틴 브른코베아누가 계승했다.

## 같이 보기
- 칸타쿠지노가
- 로세티가